# Corrientes (línea H del subte de Buenos Aires)
Corrientes es una estación de la línea H de la red de subterráneos de la Ciudad de Buenos Aires ubicada en la intersección de las avenidas Pueyrredón y Corrientes, en el barrio de Balvanera.
Posee una tipología subterránea con 2 andenes laterales de 135 metros de largo y 18 de ancho y dos vías. Un vestíbulo superior que conecta las plataformas con los accesos en la calle y estación Pueyrredón de la Línea B, mediante escaleras, diez escaleras mecánicas, dos caminos rodantes y seis ascensores; además posee indicaciones en braille en gran parte de sus instalaciones como así también baños adaptados y servicio de Wi-Fi público.

## Historia
La estación fue inaugurada el lunes 6 de diciembre de 2010, lo que sumó aproximadamente 40 mil pasajeros diarios a la línea, en comparación con los 20 mil que utilizaban la línea diariamente hasta ese momento, aliviando fuertemente el tráfico en superficie de la zona céntrica.
Funcionó como terminal de la línea hasta el 18 de diciembre de 2015, cuando se inauguró la extensión de la misma hasta la estación Las Heras.

## Decoración
En el vestíbulo se encuentran dos obras sobre Enrique Santos Discépolo y Carlos Gardel de los artistas Jorge Muscia y Alfredo Martínez, como parte del paseo cultural del tango.

## Hitos urbanos
Se encuentran en las cercanías de esta:
- Comisaría N.º 7 de la Policía Federal Argentina
- Escuela Primaria Común y de Adultos N.º 14 Juan Martín de Pueyrredón
- Escuela Primaria Común y de Adultos N.º 16 Presidente Mitre
- Escuela Metropolitana de Artes Dramáticas
- Biblioteca Centro de Estudios de Población
- Abasto Shopping
- Plaza Miserere

## Imágenes

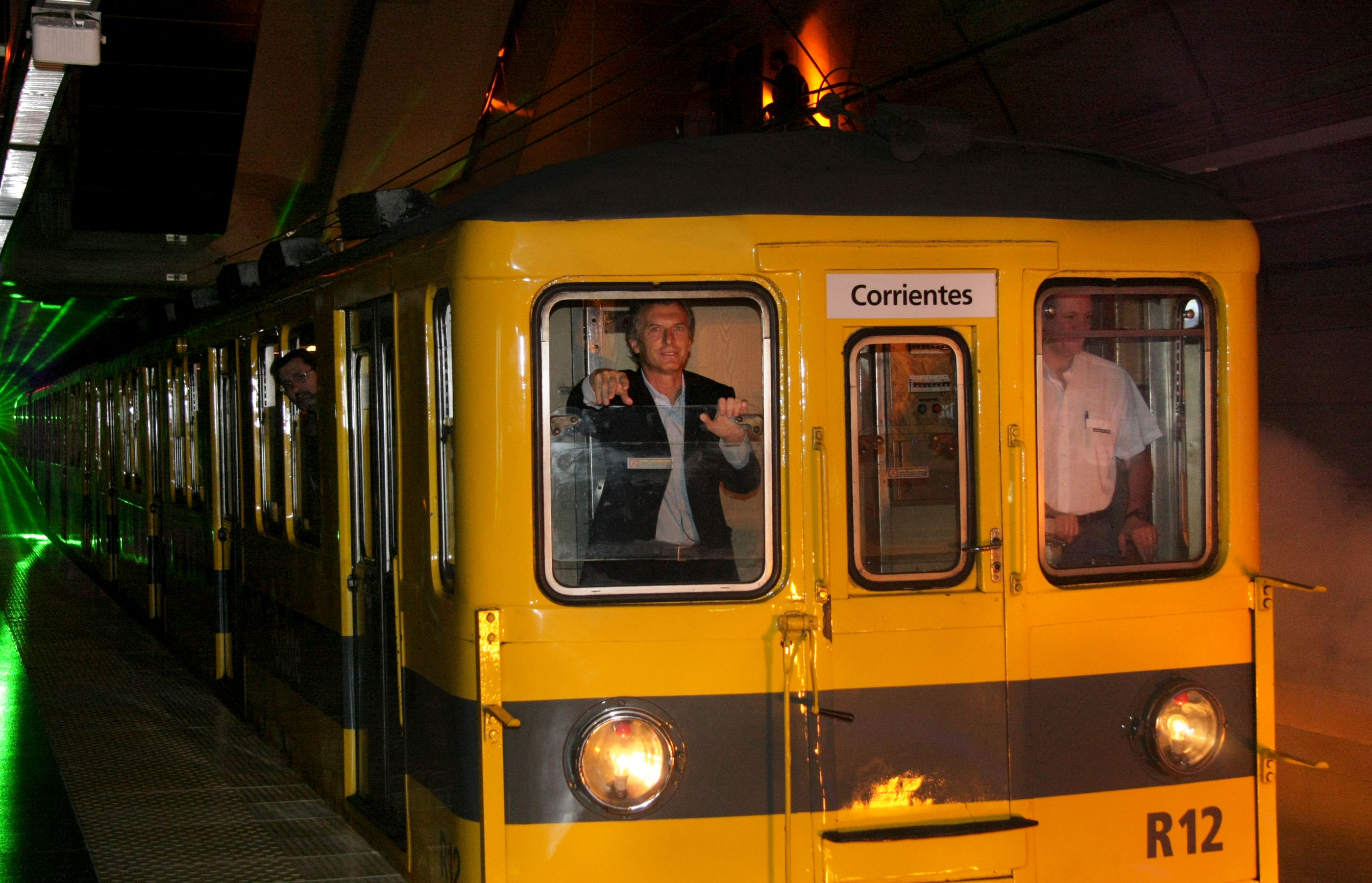
Mauricio Macri en la cabina de una formación Siemens O&K tras su inauguración en 2010.
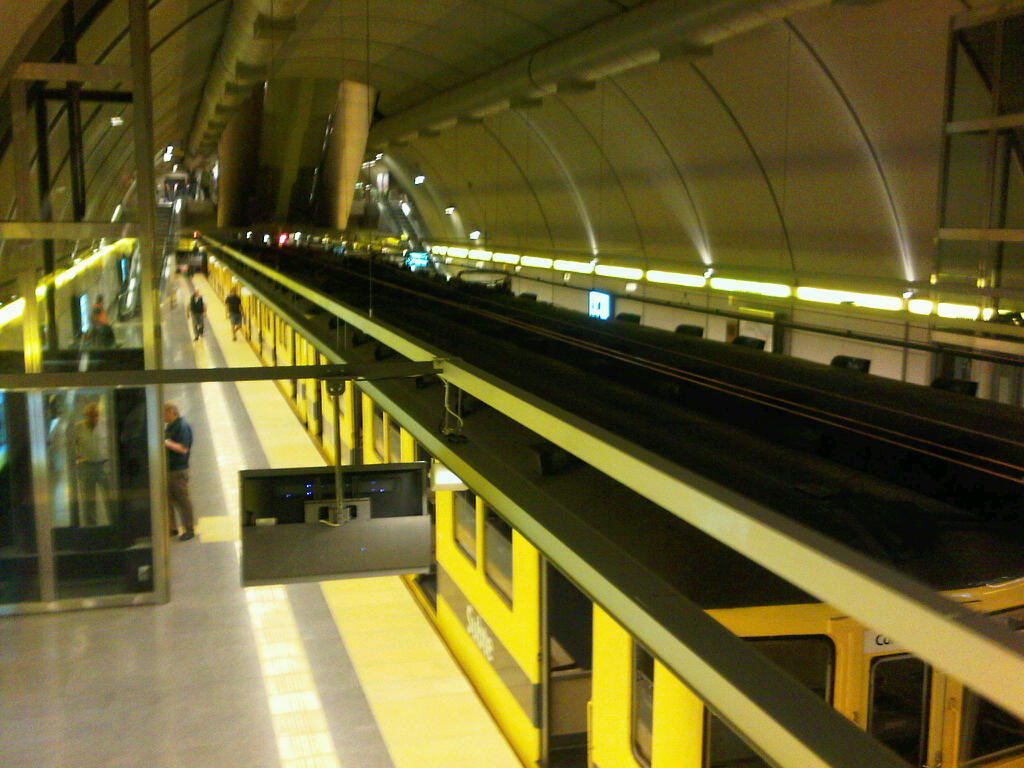
Formaciones saliendo de la estación en los primeros días de servicio de la estación.
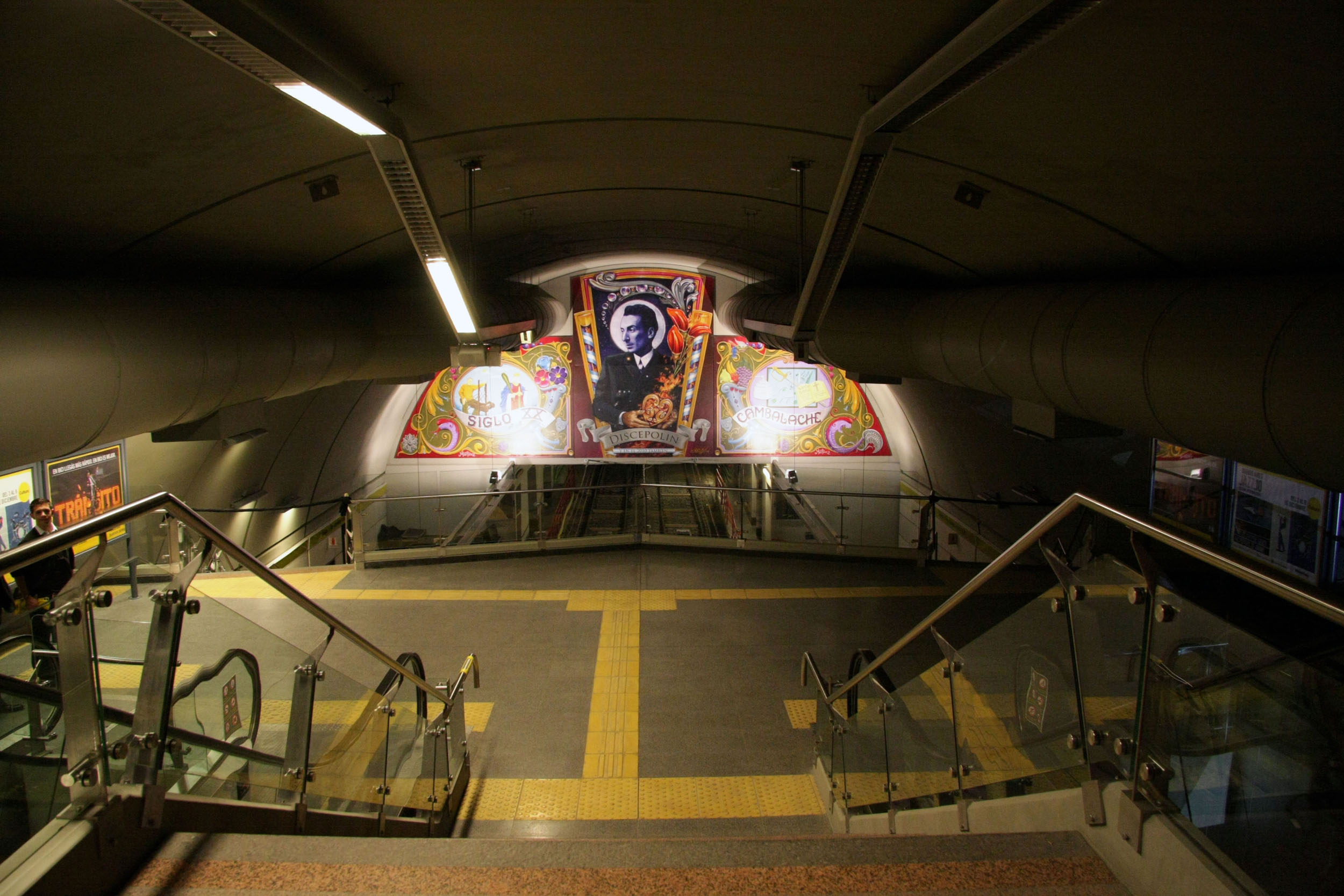
Al fondo: fileteado con la imagen de Enrique Santos Discépolo.
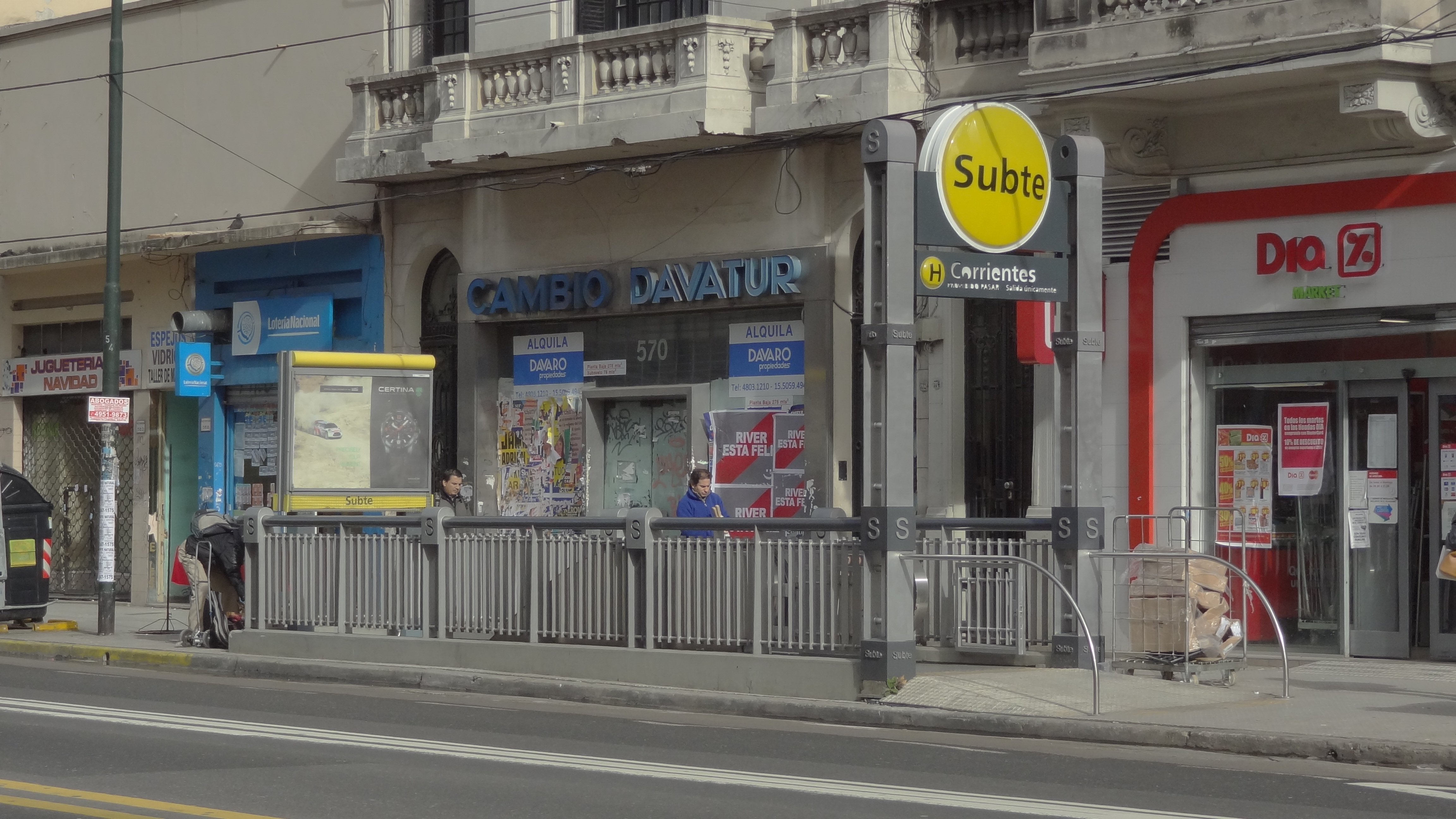
Salida por escalera mecánica sobre Av. Pueyrredón.
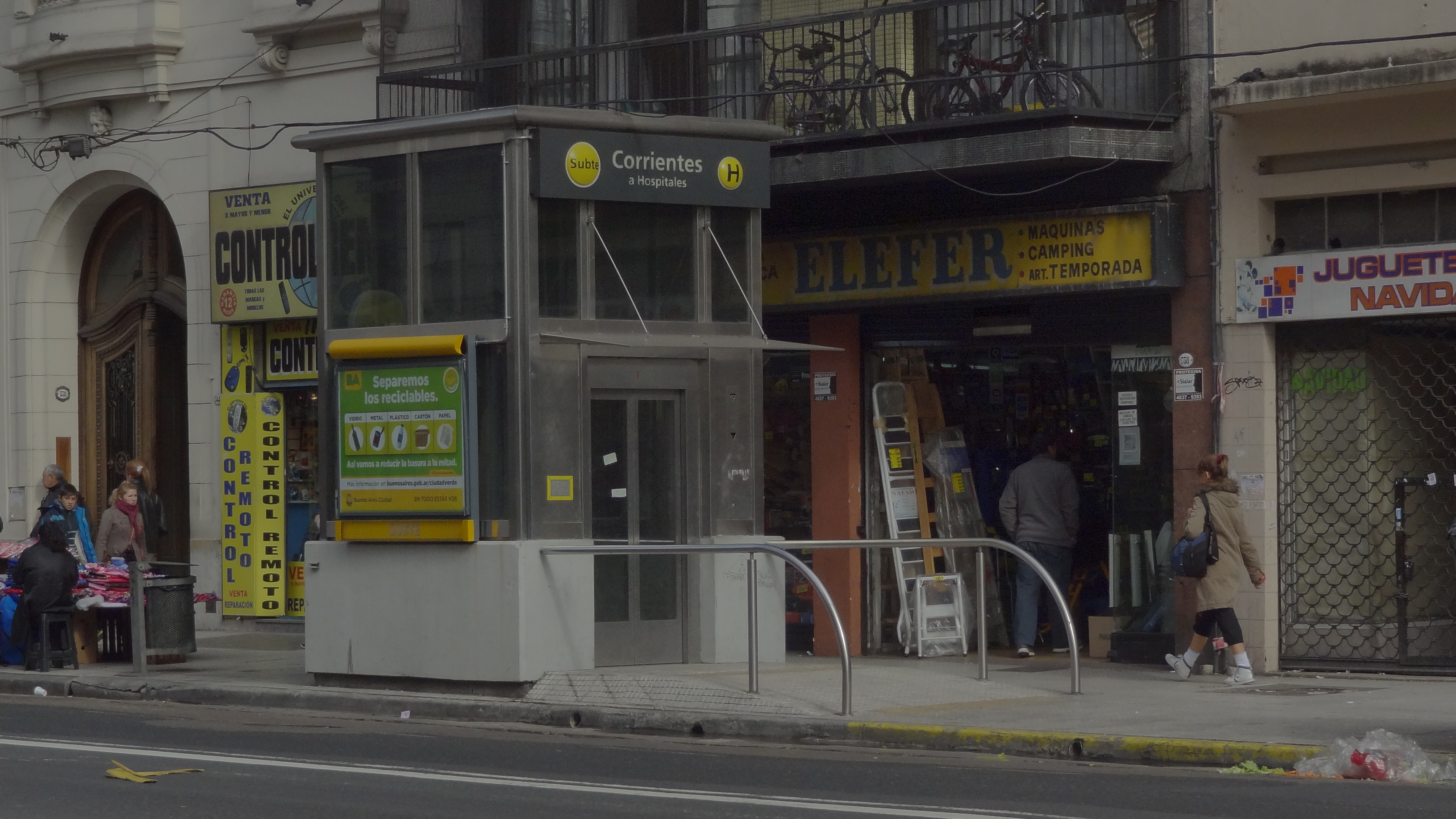
Ascensor de acceso a la estación.